# Kernkraftwerk Taishan
Das Kernkraftwerk Taishan (chinesisch 台山核电站, Pinyin Táishān Hédiànzhàn) mit zwei EPR-Reaktoren steht beim Ort Yaogu in der chinesischen Provinz Guangdong an der Küste des Südchinesischen Meers ca. 42 km südöstlich der Stadt Taishan. Die beiden EPR-Blöcke nahmen 2018 und 2019 ihren Betrieb auf. Es handelt sich mit Stand von 2024 um die leistungsstärksten Einzelreaktoren weltweit.

## Phase 1

### Geschichte
Ursprünglich waren am Standort Taishan sechs Reaktoren vom Typ CPR geplant. Da aber Areva NP ein attraktiveres Angebot machte, entschied man sich für den Bau zweier EPR (in China als Evolutionary Power Reactor vermarktet). Beide Reaktoren haben eine Nennleistung von je 1750 MW und eine Nettoleistung von je 1660 MW. Diese EPR könnten eine Grundlage für zukünftige Reaktoren dieser Baulinie in China darstellen. Die Turbinen werden von Alstom und Dongfang geliefert.
Die Kosten des ganzen Projektes sollten sich nach ursprünglichen Planungen inklusive Brennstoffkosten auf etwa acht Milliarden Euro belaufen. Die Reaktoren selbst sollten 3,5 Milliarden Euro kosten, davon die Turbinen 300 Millionen Euro. Am 26. November 2007 wurde der Vertrag über den Bau der Reaktoren zwischen der 'Guangdong Nuclear Power Joint Venture Company' und Areva abgeschlossen. Die China Guangdong Nuclear Power Company hat mit Areva einen Vertrag abgeschlossen, um die Produktion des Brennstoffs in China zu ermöglichen. Im Gegenzug bekam Areva 35 % der Produktion von UraMin. Die ersten zwei Reaktorbeladungen und die ersten 17 Brennelemente für den Brennstoffwechsel werden allerdings in Frankreich gefertigt.
Im August 2008 gab es erste Bauarbeiten am Standort. Mit dem Bau des ersten Reaktors wurde offiziell am 28. Oktober 2009 begonnen, der zweite folgte am 15. April 2010. 
Eigentümer und Betreiber ist die Taishan Nuclear Power Joint Venture Company, die zu 30 % dem französischen Stromkonzern Électricité de France, zu 51 % der chinesischen China General Nuclear Power Group (CGNPC, auch CGN, früherer Name China Guangdong Nuclear Power Group) und zu 19 % der Guangdong Energy Group (früherer Name Guangdong Yudean Group) gehört.

### Verzögerungen und Kostenüberschreitungen beim Bau
2012 wurde davon ausgegangen, dass Block 1 im Jahr 2013 und Block 2 im Jahr 2014 fertiggestellt werden könnten. Im Sommer 2014 wurden als angestrebte Fertigstellungsdaten 2015 beziehungsweise 2016 genannt; diese Termine wurden wiederholt nach hinten verschoben. Die Reaktoren wurden schlussendlich, wie 2018 geplant, 2018 bzw. 2019 in Betrieb genommen. Damit wurden sie schneller fertiggestellt als die früher begonnenen EPR in Finnland und Frankreich.
Im Januar 2016 wurde an Block 1 der Kaltlauf des Reaktor- und Hilfssystems, in dem die Integrität der Leitungen geprüft wurde, erfolgreich abgeschlossen. Im März 2016 war der Bau von Block 1 abgeschlossen und die Testphase für die Betriebsaufnahme begann. Die Inbetriebnahme war für die zweite Jahreshälfte 2017 geplant. Bei Funktionstests barst ein Entgaser, der in der Folge ausgetauscht werden muss. Medienberichten zufolge handelt es sich um einen etwa 46 m langen Luftabscheider mit etwa 4,5 m Durchmesser. Die mangelnde Qualität des Bauteils soll bereits seit 2012 bekannt gewesen sein.
Im Januar 2018 lagen beide Reaktoren sowohl hinter dem Zeitplan als auch über dem veranschlagten Budget. Während der Betreiber ursprünglich Kosten von 14 Yuan pro Watt installierter Leistung angesetzt hatte, wurden die tatsächlichen Kosten der Reaktoren bereits 2017 auf etwa 22–23 Yuan pro Watt (2,7 bis 2,8 Euro/Watt) geschätzt. Insgesamt verfügen die Reaktoren über eine Bruttoleistung von zusammen 3500 Megawatt.

### Block 1
Am 6. Juni 2018 erreichte Block 1 die erste Kritikalität, am 29. Juni 2018 wurde er mit dem Netz verbunden, am 13. Dezember 2018 nahm er den kommerziellen Betrieb auf.

### Block 2
Block 2 erreichte die erste Kritikalität am 28. Mai 2019, am 23. Juni 2019 wurde er mit dem Netz verbunden, am 7. September 2019 nahm er den kommerziellen Betrieb auf.

### Zwischenfälle
Am 8. April 2021 berichtete die Regionalregierung von Hongkong über ein „Betriebsereignis“ vom 5. April, bei dem kurzfristig eine geringe Menge an radioaktivem Gas freigesetzt worden sei. Am 14. Juni 2021 teilte die EDF-Kraftwerkstochter Framatome mit, es gebe im Block 1 ein „Leistungsproblem“. Laut mehreren Schreiben von Framatome an US-Behörden tritt radioaktives Gas aus. „Die Situation stellt eine unmittelbare radiologische Bedrohung für den Standort und die Öffentlichkeit dar, und Framatome bittet dringend um die Erlaubnis, technische Daten und Unterstützung zu übermitteln, die erforderlich sind, um die Anlage wieder in den Normalbetrieb zu bringen“, zitiert der US-Fernsehsender CNN aus einem der Schreiben. Laut CNN hat die chinesische Strahlenschutzbehörde die Grenzwerte für eine Belastung der Umwelt durch radioaktive Gase mehr als verdoppelt, um das Kraftwerk nicht herunterfahren zu müssen. Am 16. Juni 2021 teilte Chinas Nuklearsicherheitsbehörde mit, die Gasfreisetzung im Primärkreislauf sei auf etwa fünf defekte Brennstäbe von insgesamt über 60.000 zurückzuführen. Es bestehe aber kein Leck. Auf Druck der EDF entschied am 30. Juli 2021 die China General Nuclear Power Group (CGN), den Block 1 herunterzufahren, um die defekten Brennstäbe auszutauschen. Der Reaktor ging am 15. August 2022 nach mehr als einem Jahr Wartungsarbeiten wieder in Betrieb.

## Phase 2
Die Phase 3 umfasst die Errichtung von zwei Reaktorblöcken mit jeweils einem DWR des Typs HPR1000. Am 27. April 2025 gab der Staatsrat der Volksrepublik China seine Zustimmung zum Bau der beiden Blöcke.

## Daten der Reaktorblöcke
| Reaktor- block | Reaktor- typ | Netto- leistung | Brutto- leistung | Baubeginn        | Netzsyn- chronisation | Kommerzi- eller Betrieb | Abschal- tung |
| -------------- | ------------ | --------------- | ---------------- | ---------------- | --------------------- | ----------------------- | ------------- |
| Taishan 1      | EPR          | 1660 MW         | 1750 MW          | 28. Oktober 2009 | 29. Juni 2018         | 13. Dezember 2018       | —             |
| Taishan 2      | EPR          | 1660 MW         | 1750 MW          | 15. April 2010   | 23. Juni 2019         | 7. September 2019       | —             |
| Taishan 3      | HPR1000      | 1100 MW         | 1200 MW          | -                | -                     | -                       | —             |
| Taishan 4      | HPR1000      | 1100 MW         | 1200 MW          | -                | -                     | -                       | —             |

## Sonstiges
Die von den Reaktoren ausgehenden Neutrinos werden vom 53 km entfernten Jiangmen Underground Neutrino Observatory (JUNO) für wissenschaftliche Messungen genutzt.